# Quênia nos Jogos Olímpicos de Verão de 2012
O Quênia competiu nos Jogos Olímpicos de Verão de 2012, que aconteceram na cidade de Londres, no Reino Unido, de 27 de julho até 12 de agosto de 2012.

## Atletismo
Os atletas do Quênia até agora alcançaram índices de classificação nos seguintes eventos (máximo de três atletas por índice A e um por índice B):
Eventos com três atletas classificados por índice A:
- 800 m masculino
- 1500 m masculino
- 5000 m masculino
- 10000 m masculino
- Maratona masculina
- 3000 m com obstáculos masculino
- 800 m feminino
- 1500 m feminino
- 5000 m feminino
- 10000 m feminino
- Maratona feminina
- 3000 m com obstáculos feminino

Eventos com um atleta classificado por índice B:
- 400 m masculino
- 400 m feminino
- 20 km marcha atlética feminina

## Halterofilismo
Feminino
| Atleta       | Evento | Arranque (kg) | Arremesso (kg) | Total (kg) | Posição |
| ------------ | ------ | ------------- | -------------- | ---------- | ------- |
| Mercy Obiero | -69kg  | 76,0          | 105,0          | 181,0      | 13º     |

## Natação
Masculino
| Atletas       | Evento      | Eliminatórias | Eliminatórias | Semifinal   | Semifinal   | Final       | Final       |
| Atletas       | Evento      | Tempo         | Posição       | Tempo       | Posição     | Tempo       | Posição     |
| ------------- | ----------- | ------------- | ------------- | ----------- | ----------- | ----------- | ----------- |
| David Dunford | 50 m livre  | 22s72         | 27º           | Não avançou | Não avançou | Não avançou | Não avançou |
| David Dunford | 100 m livre | 49s60         | 26º           | Não avançou | Não avançou | Não avançou | Não avançou |